# Фінанси
Фіна́нси (від середньовічно-латинського financia — наявність, дохід) — економічна категорія, що відображає економічні відносини в процесі створення і розподілу фондів грошових коштів.

## Сутність
Поняття фінанси може включати один з таких сенсів:
- вивчення грошей та інших подібних активів
- управління цими активами і ризиками
- безпосередньо самі грошові ресурси

Фінанси (як управління) — це система економічних відносин між державою, юридичними та фізичними особами, а також між окремими державами і міжнародними економічними інститутами й організаціями щодо акумуляції та використання грошових засобів на основі розподілу й перерозподілу валового внутрішнього продукту і національного доходу.
На мікрорівні об'єктом акумуляції, використання, розподілу і перерозподілу виступають грошові доходи і фонди окремих підприємств і організацій.
Фінансові операції відображають діяльність, пов'язану із здійсненням або забезпеченням здійснення платежів для проведення транзакцій. До фінансових операцій, зокрема, належать:
- переказ коштів з рахунку на рахунок;
- обмін валют;
- надання послуг із забезпечення проведення емісії цінних паперів;
- надання та отримання позик;
- вкладення (або знімання) коштів на депозитні рахунки;
- страхування;
- надання фінансових гарантій та зобов'язань;
- довірче управління фінансовими активами;
- проведення операцій фінансового лізингу;
- надання послуг з випуску, продажу, обслуговування чеків, векселів, платіжних карток та інших фінансових інструментів.

## Фінанси як наука
Наукова дисципліна фінанси вивчає гроші і соціально-економічні відносини, що пов'язані з формуванням, розподіленням і використанням матеріальних ресурсів. Фінанси — це прикладна економічна дисципліна.
Традиційно фінанси розділяють на публічні і приватні.
До першої групи відносяться: державні фінанси і місцеві (муніципальні) фінанси.
У другій групі виділяють:
1. особисті фінанси та сімейні фінанси;
2. фінанси малого бізнесу, корпоративні фінанси (фінанси підприємств, фінанси бізнесу), фінанси банків (банківська справа), фінанси некомерційних організацій.

Для публічних фінансів первинними є видатки, оскільки відбувається фінансування чітко регламентованих задач і функцій публічного утворення. Для приватних фінансів первинними є прибутки, оскільки вся діяльність спрямована на отримання прибутку, який надалі використовується особою з власними цілями.
Загальне вміння (а можливо навіть мистецтво) керувати фінансами вивчає наука фінансовий менеджмент. Управління фінансами банку вивчається у рамках науки банківська справа. Фінансові ринки вивчає наука фінансова економіка. Фінансова статистика вивчається у рамках невеликого однойменного розділу статистики. Методи обробки фінансової інформації вивчає математична наука фінансова математика. Контроль за фінансовими потоками вивчається у рамках дисципліни фінансовий контроль.

## Основні фінансові концепції
Фінансова активність (діяльність) — це застосування ряду технік і процедур, що приватні особи і організації використовують для управління своїми фінансами. Особливо важливою при цьому є різниця між прибутками і видатками і оцінка ризику інвестицій.
Якщо прибутки перевищують видатки (тобто існує профіцит), то різниця може бути віддана в борг під відсотки або вкладена у якийсь бізнес чи придбання власності. У цьому суть фінансової діяльності — якщо є вільні фінансові ресурси, то вони повинні бути вкладені у справу, щоб приносити додатковий прибуток.
Якщо видатки перевищують прибутки (тобто існує дефіцит), то потрібно відновити фінансові ресурси, яких не вистачає. Це можна зробити шляхом отримання кредиту в банку, або шляхом випуску акцій чи облігацій на біржі. У сучасному світі суб'єкту, що позичає, не потрібно самому шукати кредитора — можна піти в банк чи на біржу, і відповідний фінансовий інститут за певну комісію знайде кредитора. Або навпаки — для кредитора знайде суб'єкт, що потребує позики. Власне вся суть банківської і біржової діяльності полягає у тому, щоб ефективно зв'язувати тих, кому потрібні додаткові фінанси з тими, хто може їх надати. Чим краще працює у країні банківська і біржова система, тим активнішою і стабільнішою є економіка країни в цілому. Це основне макроекономічне правило, що не має винятків. Фінанси підприємств-як складова частина фінансової системи займає визначальне місце у структурі фінансових відносин у суспільстві.